# Діденко Ігор Анатолійович
І́гор Анато́лійович Діде́нко (нар. 8 лютого 1967, Біла Церква, Київська область) — український політик, народний депутат України 8-го скликання, член парламентської фракції "Об'єднання «Самопоміч».

## Освіта
У 1974–1984 навчався у середній школі № 17, м. Біла Церква. У 1984–1993 студент Київського політехнічного інституту, приладобудівний факультет. У 1991 році — стажер кафедри управління підприємством Університету Валенсії, Іспанія.

## Кар'єра
- 1995 — директор видання «Авто Фото Продажа»;
- 1996 — засновник журналу «Автоцентр»;
- 1997 — видавець тижневика «Автобазар»;
- 2003 — видавець ліцензійних журналів Auto Bild (Німеччина);
- 2003 — видавець ліцензійних журналів Т3, Digital Foto Camera (Велика Британія);
- 2008 — засновник телеканалу «Перший автомобільний»;
- З 2010 — президент медіа-групи «Автоцентр» (журнали: Автоцентр, Автобазар, Auto Bild, Motor News, Коммерческие автомобили, Перший автомобільний телеканал). Директор ТОВ «ДІМЕДІАГРУП».

Голова підкомітету з питань безпеки автодорожнього руху Комітету Верховної Ради з питань транспорту.
Кандидат у народні депутати від «Самопомочі» на парламентських виборах 2019 року, № 24 у списку.

## Громадська діяльність
Співзасновник та організатор Національної акції «Автомобіль року в Україні» (з 1999), сприяння розбудові вітчизняного авторинку та чесній конкуренції в автобізнесі;
Співзасновник та організатор Національної акції «Найкращий водій України», пропагування безпечних прийомів керування авто та підвищення водійської майстерності;
Робота з радою директорів Української асоціації видавців періодичної преси та в експертних групах для підтримки вітчизняних видавців, участь у Світовому газетному конгресі, який проводився в Києві.

## Особисте життя
Одружений, має сина.